# Потсдамська угода (1911)
Потсдамська угода — угода між Російською та Німецькою імперіями, підписана в Петербурзі 6 (19) серпня 1911 товаришем міністра закордонних справ Росії А. А. Нератовим і німецьким послом у Росії графом Фрідріхом фон Пурталесом.
Була завершенням переговорів під час Потсдамської зустрічі Миколи II та Вільгельма II у 1910, звідки й назва угоди.
За угодою Росія зобов'язалася не перешкоджати будівництву залізниці Берлін-Багдад, а також взяла на себе зобов'язання отримати від Ірану концесію на будівництво залізниці Тегеран — Ханекін на ірано-турецькому кордоні.
Німеччина визнала наявність «спеціальних інтересів» Росії в Північному Ірані і зобов'язалася не добиватися там концесій, а також запевнила, що не будуватиме відгалуження Багдадської залізниці на північ від Ханекіна.